# Irland i olympiska vinterspelen 1998
Irland deltog med sex deltagare vid de olympiska vinterspelen 1998 i Nagano. Ingen av landets deltagare erövrade någon medalj.

## Alpin skidåkning
- Patrick-Paul Schwarzacher-Joyce

## Bob
- Peter Donohoe
- Simon Linscheid
- Terry McHugh
- Jeff Pamplin
- Garry Power